# آودیتوره
آودیتوره (به ایتالیایی: Auditore) یک کومونه در ایتالیا است که در استان پزارو و اوربینو واقع شده‌است.

## خصوصیات
آودیتوره ۲۰٫۳ کیلومترمربع مساحت و ۱٬۶۱۶ نفر جمعیت دارد و ۳۷۳ متر بالاتر از سطح دریا واقع شده‌است.